# Samsung GX-10
Samsung GX-10 — цифровой однообъективный зеркальный фотоаппарат полупрофессионального уровня компании Samsung Electronics. Эта модель, производившаяся по лицензии Pentax, обладающая 10,1 Мпикс ПЗС-матрицей, была анонсирована в 2006 году. Разработка велась в сотрудничестве между японской фирмой Pentax и корейской Samsung. Является камерой-клоном Pentax K10D, которая была анонсирована 13 сентября 2006 года, а продажи начались в середине ноября того же года. Камера GX-10 была анонсирована на неделю позже, но стала доступна в продаже лишь с начала 2007 года. Аппарат K10D был отмечен наградой «Камера года» в 2007 году.
Камера Samsung GX-10 сочла в себе такие вещи как: 10,2 ПЗС-матрицу, 22-битный АЦП, систему предотвращения «смаза» изображения (подвижная матрица), механизм очистки светочувствительного сенсора от пыли и пылевлагозащищенный корпус. Кроме того, камера была оснащена новым графическим процессором «PRIME»(Pentax Real IMage Engine) с интерфейсом DDR2 RAM и пропускной способностью 800MB/с.
Изображение в Samsung GX-10 могут быть сохранены в форматах: JPG, DNG (для RAW).
Аппарат поставлялся в следующих комплектациях:
- Body. Фотоаппарат без объектива.
- «Короткий» kit. Фотоаппарат с кит-объективом Schneider Kreuznach D-Xenon 18-55 mm f/3,5-5,6 AL.
- «Длинный» kit. Фотоаппарат с kit-объективом Schneider Kreuznach D-Xenon 50-200мм f/4-5.6 ED.
- Double kit. Фотоаппарат с набором из двух kit-объективов Schneider Kreuznach D-Xenon 50-200 мм f/4-5.6 ED и Schneider Kreuznach D-Xenon 18–55 mm f/3,5-5,6 AL.

На смену этой модели пришла Samsung GX-20.

## Некоторые технические характеристики
- Система двойной защиты матрицы от пыли «Dust Removal».
- Поддержка новой линейки так называемых «звездных» объективов PENTAX, имеющих ультразвуковой двигатель привода фокусировки.

## Pentax K10D
Фактически, GX-10 — клон Pentax K10D, при этом у камеры Pentax:
- Маркировка «Pentax», кит-объективы маркированы «SMC Pentax».
- Иной шрифт надписей у кнопок, чуть иное оформление кнопок.
- Чуть иная форма ручки, при этом батарейная ручка от GX-10 неприменима, существует своя собственная.
- Иное программное обеспечение с отличиями в меню.
- Другая поддержка RAW — кроме DNG, есть поддержка собственного формата PEF.

## Ссылки

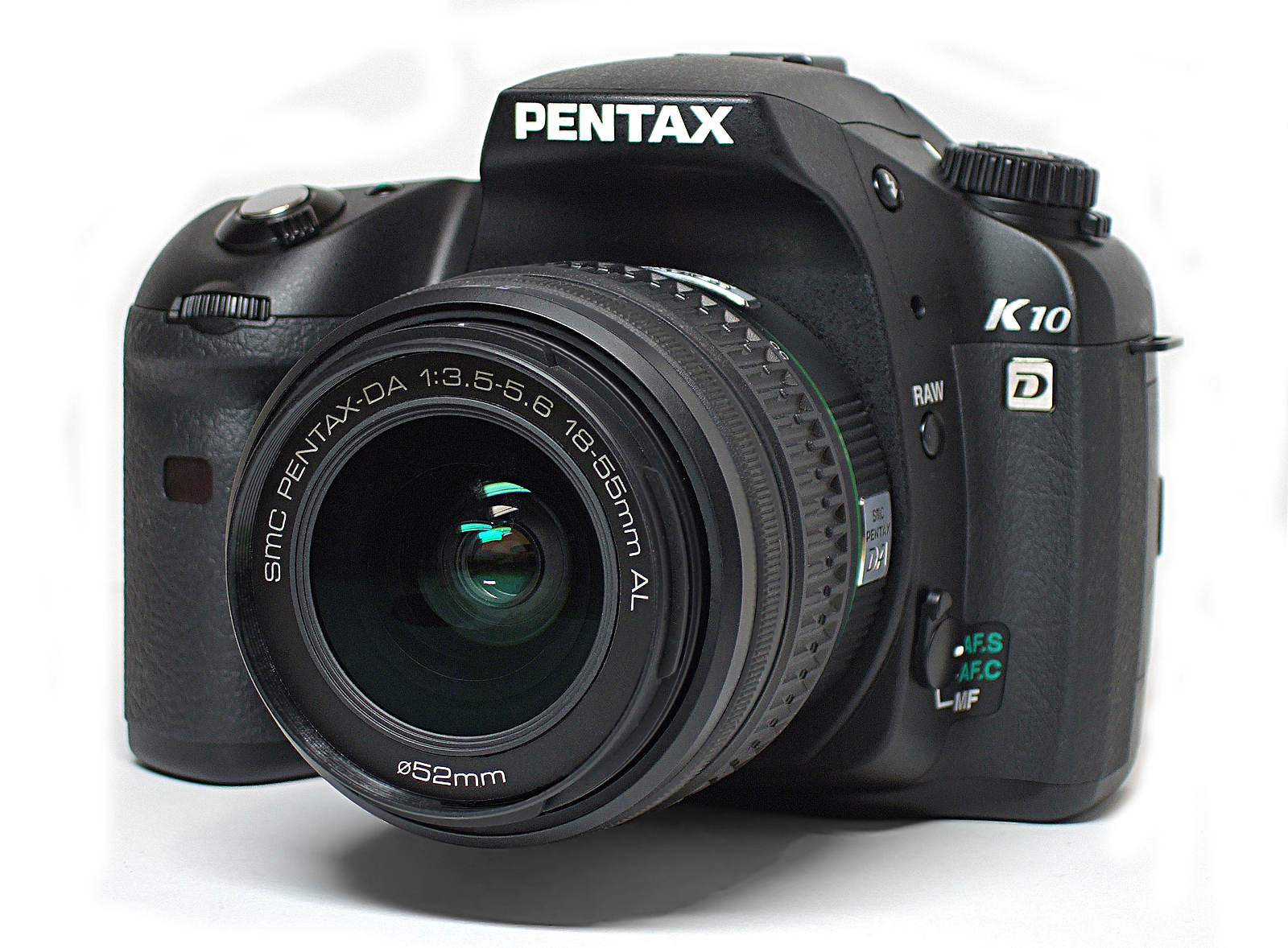
Камера-клон Pentax K10D.